# 代尔南库尔
代尔南库尔（法語：Dernancourt，法語發音：[dɛʁnɑ̃kuʁ]）是法国上法蘭西大區索姆省的一个市镇，属于佩罗讷区。

## 地理
代尔南库尔（49°58'27"N, 2°37'51"E）面积6.63 平方千米，位于法国上法蘭西大區索姆省，该省份为法国北部沿海省份，北起加来海峡省和北部省，西接滨海塞纳省和大西洋英吉利海峡，南至瓦兹省，东临埃纳省。
与代尔南库尔接壤的市镇（或旧市镇、城区）包括：阿爾貝、昂克尔河畔比尔、梅欧尔特、米朗库尔、昂克尔河畔维尔。

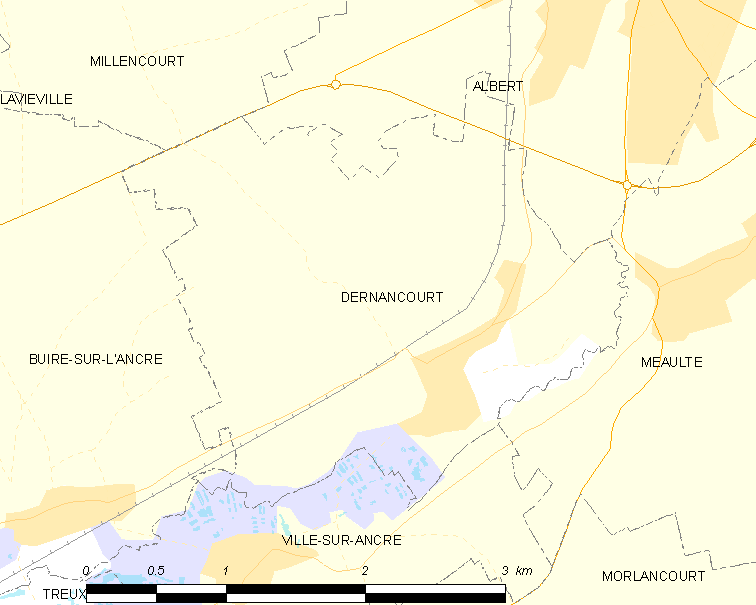
代尔南库尔的OSM定位图

代尔南库尔的时区为UTC+01:00、UTC+02:00（夏令时）。

## 行政
代尔南库尔的邮政编码为80300，INSEE市镇编码为80238。

## 政治
代尔南库尔所属的省级选区为阿尔贝县。

## 人口

1962-2008年间代尔南库尔人口变化图示

代尔南库尔于2022年1月1日时的人口数量为519人。